# Una palabra tuya
Una palabra tuya es una película española de 2008 dirigida por Ángeles González-Sinde, basada en la novela homónima de Elvira Lindo.

## Sinopsis
En Madrid, con Rosario y Milagros, las protagonistas, barrenderas, que se conocen desde niñas, comienza esta historia tan llena de secretos y contradicciones en sus vidas, pues, aunque Rosario se empeñe en desprenderse de su fiel compañera de trabajo, el destino, caprichoso e incierto siempre, terminará uniéndolas.
Al principio de la película, vemos a estas dos mujeres junto con su compañero de trabajo Morsa al comienzo de un viaje al pueblo de Milagros. Rosario rememora el reencuentro con Milagros.
Las dos amigas recorren dos trayectorias vitales: una hacia la nada más cruel, desde una actitud alegre y vitalista, y la otra, hacia un futuro expectante desde una vida redimida (y en medio el perdón).
Rosario (Malena Alterio) tiene una hermana mayor que vive en Barcelona, casada y con dos hijos. Rosario estudió hasta primero de carrera y vive en una de las casas más bonitas del barrio de Argüelles. Trabajó como asistenta en el Edificio España aunque se avergüenza de este trabajo, ya que, cuando se reencuentra con Milagros (Esperanza Pedreño), una compañera de instituto, le miente diciendo que es empleada de banca y que va a conseguir un contrato fijo. Milagros conduce el taxi de su tío por las mañanas, pero no le saca ningún beneficio, ya que no tiene interés en encontrar clientes. Rosario pierde el empleo por su impuntualidad y falta de energía en el trabajo y a Milagros su tío le prohíbe conducir el taxi por la falta de clientes. Se colocan en una contrata de limpieza del Ayuntamiento. Su amistad es tan cercana que los compañeros piensan que son lesbianas. Morsa (Antonio de la Torre), un chico sencillo, se acerca a Rosario con la intención de ligar con ella.
Las vidas de Rosario y de Milagros están ensombrecidas por las tragedias del pasado y, aunque una ponga buena cara a todo y la otra se haga la dura, no son capaces de evitar la tragedia: la muerte del niño que ambas encuentran en un contenedor una noche, la incapacidad de asumir que Rosario haga su propia vida con Morsa y su esterilidad llevan a Milagros al suicidio al no poder soportar más continuar viviendo sola e incomunicada con el mundo. Rosario, después de la muerte de Milagros, decide comprometerse con Morsa, con el que no quiere estar por pensar que no pertenece a su clase social, al darse cuenta de que si sigue así acabará como Milagros.
La película no oculta la parte negativa de la realidad, pero demuestra que es posible ser feliz si uno quiere.

## Reparto
| Intérprete          | Personaje                |
| ------------------- | ------------------------ |
| Ramiro Alonso       | Jefe                     |
| Malena Alterio      | Rosario                  |
| Catalina Batista    | Rosario Niña             |
| Yaël Belicha        | Clienta Taxi             |
| Juan Borrell        |                          |
| Luis Bermejo        | Padre de Lorenzo         |
| Sandra Collantes    | Zapatera                 |
| Fernando Conde      | Tío Cosme                |
| Cristina Estacio    | Milagros niña            |
| Chiqui Fernández    | Palmira                  |
| Israel Mendoza      | Conductor desconsiderado |
| Thais Nadal         | Madre muerta             |
| Esperanza Pedreño   | Milagros                 |
| María Alfonsa Rosso | Madre de Rosario         |
| Juan Sanz           | Padre de Rosario         |
| Fernando Soto       | Sanchís                  |
| Antonio de la Torre | Morsa                    |
| Basilisa Villaverde | Tía María                |
| David Luque         | Cliente Taxi             |
| Marilyn Torres      | Tete                     |

## Producción
En Huertapelayo, pedanía al sureste de la provincia de Guadalajara (España), se rodaron escenas del pueblo de Milagros.

## Música
De Julio de la Rosa. La película se inicia con una versión de este compositor interpretada por Queyi, del célebre tema Corazón contento, de Palito Ortega.

## Premios y nominaciones
Medallas del Círculo de Escritores Cinematográficos de 2008
| Categoría               | Candidatos             | Resultado |
| ----------------------- | ---------------------- | --------- |
| Mejor película          | Una palabra tuya       | Nominada  |
| Mejor actor secundario  | Antonio de la Torre    | Ganador   |
| Mejor actriz secundaria | Esperanza Pedreño      | Ganadora  |
| Mejor guion adaptado    | Ángeles González-Sinde | Ganadora  |

- Premio Julio Verne a la Mejor Película en el Festival de Cine Español de Nantes (Francia).